# José Gonçalves da Silva
José Gonçalves da Silva (Mata de São João, sur le littoral de la Bahia, 1838 — Senhor do Bonfim, 1911) était un grand propriétaire terrien et homme politique brésilien.
Membre de l’aristocratie foncière esclavagiste, il adhéra jeune au parti conservateur et fut élu, sous l’Empire, député national pour sa province natale. Déçu par le régime impérial, il adhéra à la République dès la proclamation de celle-ci en novembre 1889, et fut nommé gouverneur provisoire du nouvel État fédéré de Bahia, puis premier gouverneur constitutionnel, une fois la nouvelle constitution bahianaise adoptée. Le soutien qu’il apporta au coup de force de Deodoro da Fonseca de novembre 1891 provoqua, lorsque l’ordre constitutionnel eut été rétabli peu après par Floriano Peixoto, son éviction sous la pression populaire. Élu sénateur bahianais lors d’une élection controversée, il dut finalement s’incliner face à son ancien allié politique et dorénavant rival Luís Viana, et se retira dans son fief du sertão bahianais.

## Biographie

### Sous l’Empire
Après des études secondaires au collège Pereira à Salvador, Gonçalves Silva s’inscrivit en 1854 à la nouvelle faculté de droit de Recife, dans le Pernambouc, où il eut pour condisciple Cícero Dantas Martins, futur baron de Jeremoabo, avec qui il noua une amitié durable. Il quitta cependant Recife à l’issue de sa troisième année pour achever son cursus à l’école de droit de São Paulo, où il se diplôma en 1859. En 1860, il s’en revint dans sa province natale s’établir dans la fazenda Piabas, aujourd’hui dans la municipalité de Campo Formoso, mais pour lors situé sur le territoire de Villa Nova da Rainha (nom ancien de Senhor do Bonfim). Détenteur d’une fortune considérable, il possédait de vastes domaines qui s’étendaient dans les communes de Curaçá, Jaguarari, Campo Formoso et Senhor do Bonfim, toutes sises dans le nord-est de la province de la Bahia.
C’est à cette époque aussi qu’il adhéra au parti conservateur et qu’il commença à déployer une activité publique, entamant en particulier une carrière politique qui allait se prolonger sur plus de quatre décennies. En 1862, il fut nommé colonel de la Garde nationale de Vila Nova da Rainha, titre qui vint renforcer le prestige dont jouissait déjà le jeune licencié en droit (bacharel), âgé alors de 24 ans seulement. En 1865, ayant pris la tête de la section locale du parti saquarema (surnom des conservateurs), il infligea lors des élections municipales de cette année une cuisante défaite à ses adversaires politiques. Pendant la guerre du Paraguay, il entreprit de mettre sur pied un corps de volontaires, dit de la Patrie, lequel se rendit, au départ de Bonfim, pour la zone des combats ; en récompense de ce service, il se vit décerner le titre de Chevalier impérial de l’ordre de la Rose.
En 1868, d’abord élu député provincial pour la quatrième circonscription, dont le centre était Vila Nova da Rainha, il sera peu après élu député général (c’est-à-dire national, en port. deputado geral na Corte) pour la province de la Bahia. Durant son mandat de parlementaire, de 1869 à 1872, il prit part à quelques débats historiques, tels que celui autour de l’abolition de l’esclavage.
Éloigné du pouvoir dans les dernières années de l’Empire, par suite de la progressive montée en puissance de ses adversaires libéraux (surnommés Luzias), il sera l’un des premiers dirigeants politiques à faire allégeance au nouveau régime républicain proclamé le 15 novembre 1889, jusqu’à faire figure d’« inspirateur de l’adhésion de Bonfim à la République », notamment en organisant le 17 novembre 1889 une manifestation très suivie à travers les rues de Senhor do Bonfim en soutien au nouveau régime. Le 19 du même mois, toujours sur son instigation, eut lieu, dans la Câmara de Vereadores (collège des échevins), l’adhésion officielle de Senhor do Bonfim au régime proclamé par Deodoro da Fonseca. La capitale bahianaise au contraire, d’abord réticente, ne résolut de donner son assentiment aux changements politiques survenus dans la capitale nationale qu’après de longues hésitations, tandis que l’on avait déjà nommé le premier gouverneur républicain de la Bahia, le médecin Manoel Vitorino Pereira.
La république des États-Unis du Brésil fut créée comme une fédération de vingt États fédérés, qui se substituèrent aux anciennes provinces de l’Empire et auxquels était concédée une ample autonomie économique et administrative. L’État fédéral était gouverné par un président élu au suffrage direct par le peuple et investi d’un mandat de quatre ans. Pour assister le chef du pouvoir exécutif serait nommé un ministère, selon le libre choix du président, et qui ne serait responsable que devant celui-ci. Les membres du congrès national, organe du pouvoir législatif, composé du sénat fédéral et de la chambre des députés, seraient également élus directement par le peuple. En accord avec la constitution fédérale républicaine de 1891, laquelle laissait à chaque État fédéré le loisir d’organiser son propre pouvoir législatif, la Bahia opta pour le bicamérisme, à l’instar de l’État national.
José Gonçalves da Silva déclara dans une de ses lettres à son compagnon de lutte et ami intime, le baron de Jeremoabo : 

« Tu as trouvé enthousiaste mon télégramme d’adhésion à la République ? Eh, c’est que, en vérité, j’ai adhéré avec enthousiasme ; la politique de la Monarchie et des vieux partis avaient fini par me révolter complètement. Tu ne prends pas la mesure de ce que les libéraux étaient en train de tramer contre moi. Sans l’avènement de la République, qui les a défaits, j’aurais eu, moi, quoique vieux et fatigué, à soutenir des luttes semblables à celles de 1863. »

### Sous la République

#### Accession au pouvoir et gouvernorat
Une fois installé dans la Bahia le gouvernement de la république, il eût pu sembler naturel qu’en fissent partie les anciens chefs des clubs républicains : professeurs, étudiants, professions libérales, gens du peuple, etc., c’est-à-dire ceux qui, depuis les années 1870, s’étaient battus pour le mode de gouvernement finalement instauré au Brésil en novembre 1889. Toutefois, il n’en fut rien ; la province de Bahia, devenue État fédéré, continua d’être aux mains dees mêmes oligarchies, naguère encore les piliers de l’ordre impérial, et ce sans changements significatifs dans les orientations politiques du nouvel État fédéré.

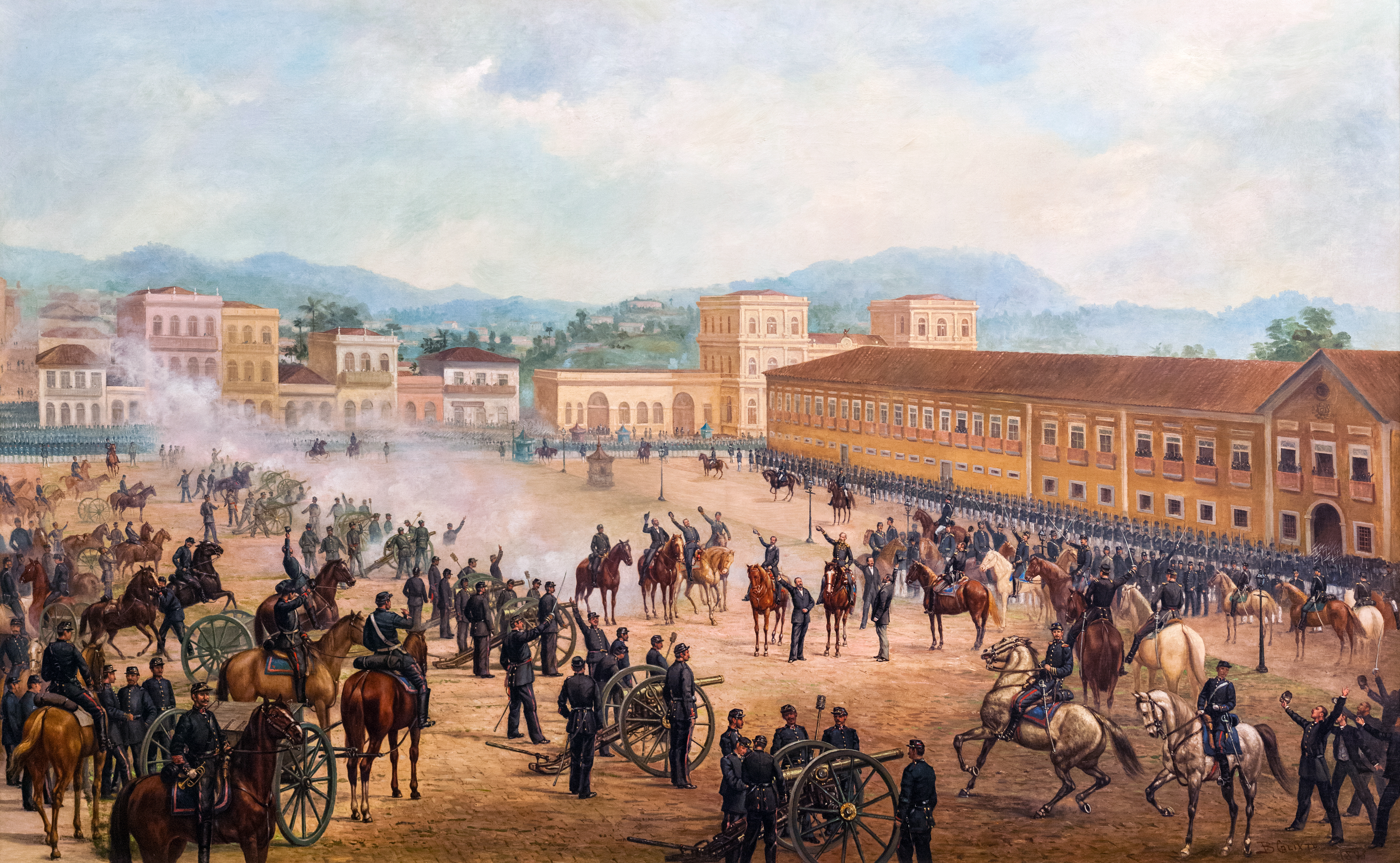
La proclamation de la république à Rio de Janeiro en novembre 1889, par Benedito Calixto.

José Gonçalves, nonobstant qu’il ne fût qu’un républicain de la dernière heure, fut désigné, par décret du 2 février 1890, premier intendant municipal de Senhor do Bonfim, fonction qu’il remplira jusqu’au 15 octobre de cette même année, c’est-à-dire jusqu’à ce que, par décision du Gouvernement provisoire de Deodoro da Fonseca, il sera appelé, le 16 novembre, à occuper le gouvernorat de l’État de la Bahia, en remplacement de Virgílio Clímaco Damásio. À ce titre, il lui échut la tâche, outre de gérer l’administration en attendant la mise en place d’un pouvoir constitutionnel, de convoquer l’assemblée constituante républicaine de l’État fédéré, ce dont il ne s’acquitta pas sans essuyer de nombreuses critiques pour la manière de procéder, peu conciliante et quelque peu autoritaire, qu’il mit en œuvre tout au long de la procédure, depuis les élections parlementaires jusqu’à l’installation, à la présidence du comité directeur de l’assemblée, du sénateur Luís Viana, le candidat de sa préférence, que José Gonçalves da Silva, usant du prestige de sa fonction, sut faire gagner au détriment des autres candidats.
Il incomba ensuite à l’assemblée constituante, composée d’un sénat et d’une chambre, et présidée donc par le conselheiro Luís Viana, non seulement d’élaborer une nouvelle constitution, mais aussi d’élire le nouveau gouverneur, avant la date limite du 2 juillet 1891. Bénéficiant de l’appui des dirigeants les plus importants du parti conservateur, tels que Luís Viana lui-même, riche propriétaire de domaines dans la commune de Casa Nova, et de son ami Cícero Dantas Martins, baron de Jeremoabo, chef politique et membre éminent de la vieille aristocratie foncière, personnage de grande influence dans différentes municipalités de l’arrière-pays bahianais et même au Sergipe, José Gonçalves fut choisi le 2 juillet 1891 (le même jour où fut promulguée la première constitution républicaine de la Bahia), par une large majorité de l’assemblée, comme premier gouverneur constitutionnel de l’État de Bahia, et put donc demeurer à son poste.
Se trouvant ainsi à la tête de l’administration bahianaise durant un peu plus d’un an, Gonçalves Silva se borna toutefois à exécuter les affaires courantes et à assurer le maintien de l’ordre, son gouvernement se gardant par ailleurs de prendre de grandes initiatives. Sa gestion eut le mérite cependant de contribuer à consolider le régime républicain au niveau de l’État bahianais, pendant quelques-unes des périodes les plus turbulentes de l’histoire politique de la Bahia. En qualité de gouverneur, il présida aux solennités accompagnant la création de la faculté de droit de la Bahia, aujourd’hui intégrée à l’université fédérale de Bahia.
Lorsque, le 3 novembre 1891, le maréchal Deodoro da Fonseca, voulant s’affranchir du pouvoir législatif, décida la dissolution du congrès national, José Gonçalves lui apporta promptement son soutien. Cette prise de position du gouverneur n’eut cependant pas l’assentiment de ses alliés, qui s’insurgèrent contre ce coup de force et s’attendaient, de la part du chef de l’exécutif bahianais, à une attitude plus circonspecte. Empêtré dans la première crise institutionnelle du régime républicain, et ne pouvant compter sur l’appui de la nation, Deodoro da Fonseca se résigna à démissionner et à céder son poste au vice-président Floriano Peixoto, lequel revint aussitôt à l’ordre légal en rétablissant le pouvoir législatif. Une fois aux commandes, Peixoto déclencha la chasse aux sorcières, faisant renverser un à un les gouverneurs fidèles à Deodoro da Fonseca, desquels faisait partie José Gonçalves. Ainsi, le 24 novembre 1891, après l’accession au pouvoir de Floriano Peixoto, vit-on une foule nombreuse, emmenée par un responsable de l’opposition, le député César Zama, accourir devant le palais du gouvernement pour exiger le départ de José Gonçalves Silva ; lors de cette même manifestation, et toujours sous la direction de César Zama, une commission fut constituée pour rencontrer le gouverneur et le contraindre à quitter son poste. José Gonçalves répliqua ne pas vouloir « donner suite à cette injonction, qui ne traduisait que la volonté d’une fraction très limitée du peuple de la capitale, et ne tenait pas compte des habitants du centre ». Il opposa donc d’abord une forte résistance, qui fut à l’origine de dizaines de morts et blessés, mais finit par se démettre de sa fonction et à s’effacer devant son successeur, le général Tude Soares Neiva, commandant du 13e district militaire. Celui-ci sera à son tour remplacé peu de jours plus tard par l’amiral Joaquim Leal Ferreira, qui était alors président du sénat bahianais, occupant le siège laissé vacant par Luís Viana, lequel avait préféré démissionner de la présidence du sénat pour ne pas devoir assumer la fonction abandonnée par Gonçalves, en alléguant ne rien entendre au « gouvernement sans force » (en effet, aux termes de la constitution nouvellement adoptée, le président du sénat de l’État de Bahia devait immédiatement suppléer le chef de l’exécutif). En politicien habile et expérimenté, Viana se réservait d’exercer la fonction de gouverneur dans des circonstances plus stables, ce qui du reste devait se produire cinq ans plus tard.
Dans l’arrière-pays (sertão), l’évincement de José Gonçalves suscita l’émoi de ses partisans, lesquels, mobilisant les chambres municipales et les journaux dont ils étaient propriétaires, firent retentir leurs protestations ; de tels mouvements se produisirent dans trois communes au moins, Bonfim, Campo Formoso et Queimadas.
En 1892, à l’initiative d’anciens membres du ci-devant parti conservateur, fut fondé dans la Bahia le Parti  Républicain Fédéraliste (PRF), à la présidence duquel fut élu Gonçalves Silva. Lors des élections parlementaires qui eurent lieu cette même année, l’ex-gouverneur sut se faire élire pour le sénat bahianais, siège auquel cependant il sera contraint de renoncer plus tard, à la suite de la scission du parti qu’il présidait. Cette même année encore, il se vit offrir par Floriano Peixoto le portefeuille de ministre des Affaires étrangères, mais déclina cette offre.

#### Éviction et rejet dans l’opposition

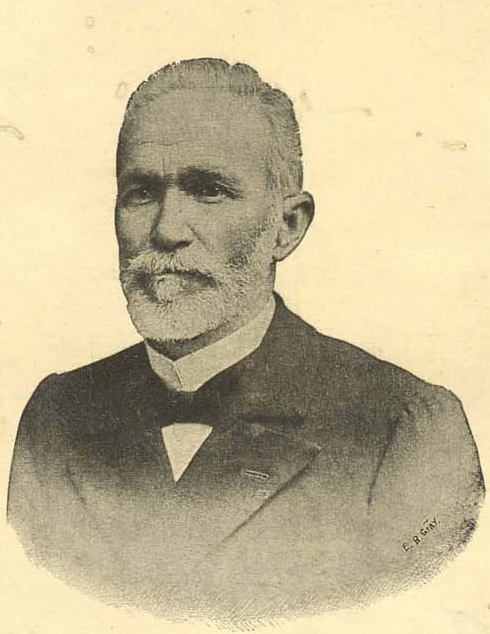
Luís Viana, allié politique, puis adversaire de José Gonçalves.

Au cours de l’année 1894 survint la scission du parti oligarchique majoritaire, séparant ses principaux chefs en deux camps opposés. Cette scission, qui fut consommée au siège du Parti Républicain Fédéraliste, donna lieu à la fondation d’une part du Parti Républicain Fédéral de la Bahia (en abrégé PRF-Bahia) le 15 avril 1894 par Luís Viana et Rodrigues Lima, et d’autre part du Parti Républicain Constitutionnel par José Gonçalves da Silva et Cícero Dantas Martins le 19 août de la même année. Des divergences politiques, portant sur la politique nationale et, au niveau de l’État fédéré, sur les intérêts électoraux, avaient existé dès la formation du Parti Républicain Fédéraliste. Gonçalves avait été destitué du gouvernement de la Bahia par Floriano Peixoto, d’où son antiflorianisme, opposé au florianisme de Luís Viana, favorable quant à lui à ce que les militaires demeurassent à la présidence du Brésil. Mais, au-delà de la divergence d’intérêts sur le plan électoraliste, les deux factions oligarchiques n’étaient plus en mesure de maintenir une union de façade entre littoral et sertão, entre économie rurale et économie urbaine.
Battu en 1894 aux élections en vue de la formation du sénat fédéral, Gonçalves fut réélu la même année sénateur de l’État de Bahia, mais dans une élection au déroulement totalement incongru. C’était la première fois que les deux groupes rivaux s’affrontaient dans un combat électoral au niveau de l’État fédéré, et aucun ne pouvait se permettre de fléchir, sous peine d’être écarté du pouvoir. Au moment du dépouillement du vote, malgré toute la surveillance exercée par les deux parties, les deux factions ne purent s’accorder sur le résultat des urnes, « bourrant de voix leurs candidats respectifs et les déclarant élus ». Cette façon de procéder conduisit à un dédoublement des procès-verbaux de l’élection, établis sur place, puis à un dédoublement des certificats de validation, et enfin à un dédoublement du pouvoir législatif, assemblée et sénat, de sorte que la Bahia vint à avoir deux pouvoirs législatifs agissant parallèlement, l’un dominé par le parti majoritaire, avec à sa tête Luís Viana, et l’autre par l’opposition, dirigée par José Gonçalves et son fidèle compagnon, Cícero Dantas Martins.
Bien que le nouveau comité du sénat eût, le 6 août 1895, sur l’allégation d’un grand nombre d’irrégularités, déclaré vacants les sièges au sénat du groupe gonçalviste, la même situation se répéta en octobre 1895, cette fois relativement au comité exécutif de l’État de la Bahia. Le gouverneur Rodrigues Lima avait été porté à se retirer temporairement du pouvoir pour raisons de santé et il revenait au président du sénat de suppléer à la vacance du poste. Comme il y avait deux sénats et par conséquent deux présidents revendiquant tous deux le titre de gouverneur suppléant, l’on arriva à la même dualité, cette fois au niveau de l’exécutif. Aussi la Bahia fonctionna-t-elle, du 18 octobre au 20 décembre 1895, avec deux chefs de l’exécutif, savoir le baron de Jeremoabo et le baron de Camaçari. L’impasse ne prit fin que lorsque Rodrigues Lima, rétabli, retourna au gouvernement.
Cependant, José Gonçalves da Silva déclinait. Éloigné du pouvoir et dépossédé de son prestige politique d’antan, il tenta, toujours secondé par son fidèle ami le baron de Jeremoabo, de redresser la tête, sans toutefois y parvenir. Désabusé, le vieux coronel déclara dans une lettre à Jeremoabo : « la politique, c’est cela même. Nul ne se souvient du compagnon qui, estropié, ou à bout de forces, reste sur le chemin, et je me considère de ce nombre-là ». En 1907, il se retira définitivement dans son fief des Piabas, où il s’éteignit le 15 août 1911, et où reposent ses restes.

## Jugements
Faisant allusion à José Gonçalves da Silva, le baron de Cotegipe déclara : « Au milieu de tant de faiblesses et de misères, il est consolant de voir qu’il y a encore des hommes de caractère ».
Ruy Barbosa devait lui aussi témoigner son appréciation pour le dirigeant conservateur : « Véritable capacité d’homme d’État, dont la culture peu commune et si mal jugée par ceux qui voient de loin l’épais émail de sa modestie, ne parvient pas à demeurer dissimulée à ceux qui l’approchent ».